# Gustav Pazaurek
Gustav Edmund Pazaurek, född den 21 maj 1865 i Prag, död den 27 januari 1935 i Altmannshofen, var en böhmisk konsthistoriker.
Pazaurek gjorde betydande insatser som ledare för konstindustriella museer, först i Liberec, sedan i Stuttgart fram till 1932. Pazaurek utgav en mängd arbeten inom detta område, såsom Geschmacksverirrungen (1909), Guter und schlechter Geschmack im Kunstgewerbe (1912), Kunstschmiedede- und Schlosserarbeiten des 13.-18. Jahrhunderts (1895), Gläser der Empire- und Biedermeierzeit (1923), Kunstgläser der Gegenwart (1925), Deutsche Fayence- und Porzellan-Hausmaler (2 band, 1925) samt Meissner Porzellanmalerei des 18. Jahrhunderts (1927).